# Bernard Zénier
Bernard Zénier (Giraumont, 21 agosto 1957) è un ex calciatore francese, di ruolo centrocampista o attaccante.
Con 130 reti in Division 1, è tra i migliori realizzatori nella storia del campionato francese di calcio.

## Biografia
Nato nei pressi di Nancy, Bernard Zénier proviene da una famiglia di calciatori: sia suo padre Serge che suo zio Hubert Zénier infatti sono stati calciatori prima di lui. Zénier ha ricalcato le orme di entrambi, giocando nel Metz come suo padre, e nel Nancy come suo zio. Anche altri due zii sono stati calciatori: Jean-Pierre Turci col Lens e Bruno Rodzyk con Nizza e Reims.
Zénier è sposato con la figlia di Carlo Molinari, suo antico presidente ai tempi del Metz.

## Caratteristiche tecniche
Pur essendo un trequartista, nel corso della sua carriera Zénier ha saputo adattarsi anche ai ruoli di attaccante, ed esterno d'attacco. Mancino, era un giocatore preciso e dotato di ottime capacità realizzative.

## Carriera

### Club

#### Gli inizi e il passaggio al Metz
Zénier iniziò la sua carriera nelle giovanili del Florange, una squadra della Lorena di cui suo padre Serge era allenatore. Le sue buone prestazioni gli valsero nel 1974 l'interesse di vari club francesi: dopo essere stato sul punto di accettare l'offerta del Saint-Étienne, Zénier alla fine scelse il Metz per non allontanarsi troppo da casa e perché riteneva che con i granata avrebbe trovato maggior spazio.
Pur indietro nelle gerarchie per la presenza di attaccanti di livello come Nico Braun e Hugo Curioni, nelle quattro stagioni con il Metz Zénier riuscì a guadagnare sempre più considerazione nonostante la sua giovane età. Al debutto in Division 1 col Metz, il 16 agosto 1974, durante la prima giornata di campionato contro il Lione, Zénier segnò subito il suo primo gol con i granata, all'età di 16 anni. La sua prima stagione al Metz si concluse con sole 5 presenze e 4 gol.
L'anno successivo, complici le partenze di Herbert Laumen, André Tota e Marcel Di Domenico, Zénier giocò di più, contribuendo con i suoi 6 gol al 6º posto del Metz nella Division 1 1975-1976 e alla conquista del miglior attacco del campionato. Inoltre, fu tra i migliori giocatori di quell'edizione della Coppa di Francia, che vide i granata fermarsi in semifinale.
La stagione 1976-1977 vide il Metz arrivare 8º in campionato: ormai promosso titolare, Zénier formò il fronte di attacco del Metz, ancora una volta tra i più prolifici della Division 1, insieme a Braun, Curioni e Jean-Philippe Dehon.
Nel 1977-1978 il Metz visse una stagione più difficile, arrivando 12º e salvandosi per quattro punti. Al termine di questo campionato, in cui segnò solo 3 reti, Zénier lasciò il Metz, complici le tensioni che si erano create a livello societario e che avevano portato all'allontanamento del presidente Molinari.

#### Il quinquennio al Nancy
Nell'estate 1978 Zénier lasciò il Metz per trasferirsi agli storici rivali del Nancy, con cui il Metz è protagonista di un derby molto sentito. A favorire l'affare fu lo zio di Zénier, Hubert, il quale a sua volta aveva già indossato la casacca del Nancy. Nelle intenzioni dei dirigenti del Nancy, che veniva dalla vittoria nella Coppa di Francia dell'anno precedente, Zénier avrebbe dovuto integrare un reparto offensivo già di per sé di alto livello, caratterizzato dalla presenza di Michel Platini e Olivier Rouyer, e ulteriormente rafforzato dall'acquisto di Robert Pintenat.
Malgrado i buoni auspici sotto i quali l'avventura di Zénier era iniziata, la prima stagione in biancorosso fu soddisfacente solo dal punto di vista individuale, ma deludente a livello collettivo: Zénier segnò infatti 15 gol in campionato, ma la squadra arrivò solo 11ª, mancando l'accesso all'Europa. Quell'anno Zénier ebbe inoltre la possibilità di vivere la sua prima esperienza europea, giocando la Coppa delle Coppe, ma anche qui il percorso del Nancy si interruppe rapidamente agli ottavi di finale. Inoltre, l'agognato duo di fantasisti con Platini non poté esprimersi al meglio a causa dell'infortunio che tenne Platini fuori dai campi per mezza stagione.
L'anno seguente il Nancy subì un ridimensionamento col mercato: Platini e Pintenat furono infatti venduti. Zénier, destinato ad essere la nuova stella della squadra, non poté tuttavia dare un apporto sufficiente al club, che concluse di nuovo il campionato all'11º posto, a causa di un infortunio che lo tenne a lungo lontano dai campi.
Il campionato di Division 1 1980-1981 fu il migliore di Zénier con la casacca del Nancy: superati i problemi fisici e forte dell'arrivo sulla panchina biancorossa di Georges Huart, colui che lo aveva lanciato ai tempi del Metz, Zénier non saltò neanche un match di campionato, chiuso dal Nancy all'8º posto, segnando 16 gol, suo record personale.
Anche durante la Division 1 1981-1982 Zénier si confermò il miglior giocatore della squadra: privato di Rouyer, ceduto allo Strasburgo, il Nancy terminò di nuovo 8º, e Zénier segnò 13 gol.
Nell'estate del 1982 il Nancy rafforzò ulteriormente la squadra, con l'obiettivo di centrare la qualificazione in Europa. Nonostante i buoni presupposti il Nancy, pur ottenendo il secondo miglior attacco del campionato, finì al 7º posto, mancando per 3 punti l'accesso all'Europa, penalizzata anche dalla prolungata assenza dello stesso Zénier, che subì un secondo grave infortunio alla caviglia che lo costrinse a saltare metà campionato. Quello fu l'ultimo anno di Zénier a Nancy: in scadenza di contratto, decise infatti di non prolungare l'accordo col club per tentare una nuova avventura.

#### Il titolo col Bordeaux
Nel 1983 Zénier passò al Bordeaux, all'epoca una delle squadre d'elite del campionato francese. Qui ritrovò Patrick Battiston, suo compagno di squadra ai tempi del Metz, ed ebbe la possibilità di dividere il reparto d'attacco con campioni affermati come Bernard Lacombe, Alain Giresse e Dieter Müller. Anche con questa grande concorrenza, Zénier riuscì ad imporsi nell'undici titolare, giocando per intero tutto il girone di andata di quel campionato. Per poter impiegare insieme Müller, Giresse e Lacombe, l'allenatore Aimé Jacquet decise di spostare Zénier a sinistra, nel ruolo di ala.
Nella seconda parte di stagione, Zénier perse il posto da titolare, a suo dire perché la società voleva mettere in mostra alcuni giocatori da vendere. A fine stagione il Bordeaux divenne campione di Francia, primo titolo della carriera di Zénier, che contribuì con 4 reti al miglior attacco del campionato.
Quando però in preparazione della nuova stagione il Bordeaux acquistò un nuovo giocatore offensivo, Fernando Chalana, Zénier, temendo di veder ridursi il suo spazio, chiese alla dirigenza di essere ceduto, nonostante la volontà del Bordeaux di trattenerlo. Nell'estate del 1984 dunque Zénier si trasferì al Marsiglia.

#### Il biennio al Marsiglia
Nel 1984 il Marsiglia era appena tornato in Division 1 dopo un periodo buio che l'aveva portato a retrocedere nel 1980, rimanendo per quattro anni in Division 2. Lo scopo della massiccia campagna acquisti fatta dal Marsiglia era quello di garantirsi una facile salvezza e mantenersi stabilmente in prima divisione. Ciononostante, il campionato 1984-1985 si rivelò complesso per la squadra, che cambiò tre allenatori nell'arco della stagione e non fu capace di trovare continuità, concludendo al 17º posto in classifica e salvandosi solo per due punti. Dal canto suo, Zénier fu tra i pochi a brillare quell'anno, divenendo con 10 gol il bomber della squadra e risultando determinante per la salvezza.
L'anno dopo, nonostante i molti interventi sul mercato che cambiarono il volto della squadra, il Marsiglia visse di nuovo una stagione con più ombre che luci: malgrado il 12º posto ottenuto, la squadra si salvò solo nel finale di stagione, di nuovo per due punti e dopo essersi trovata per buona parte della stagione in zona retrocessione. Ancora una volta, Zénier fu tra i giocatori migliori, segnando 8 gol. Diverso fu il percorso del Marsiglia in Coppa di Francia: la squadra arrivò infatti in finale, dove perse 2-1 contro il Bordeaux, l'ex squadra di Zénier.

#### Il ritorno al Metz ed il ritiro
Nell'estate 1986 Bernard Tapie divenne presidente del Marsiglia ed intraprese subito una politica di rinnovamento della squadra, reduce da due stagioni fortemente negative, decidendo per questo di vendere molti dei giocatori che avevano fatto parte del club negli ultimi due campionati. Tra questi anche Zénier, il quale decise di tornare nel club che lo aveva lanciato, il Metz, dove nel frattempo era tornato alla presidenza Carlo Molinari.
Con i granata Zénier rimase per 5 anni, vivendo un primo biennio florido sia dal punto di vista individuale che collettivo. Alla sua prima stagione fu chiamato a sostituire il partente Jules Bocandé, che l'anno precedente aveva vinto la classifica marcatori di Division 1. Zénier riuscì perfettamente nel compito, e nonostante giocasse come esterno d'attacco, quell'anno riuscì a segnare ben 18 gol, suo record personale, che gli valsero la vittoria della classifica marcatori di Division 1, permettendo al Metz di bissare il successo dell'anno precedente. Zénier mostrò inoltre un'ottima intesa con i compagni di reparto, Carmelo Micciche e Eric Black, autori anche loro di una buona stagione dal punto di vista realizzativo, guidando il Metz al 6º posto finale, a meno 4 punti dall'accesso in Europa,  con il secondo miglior attacco di quel campionato.
Il campionato seguente fu meno prolifico dal punto di vista realizzativo per Zénier, che segnò solo 4 reti. Il Metz concluse all'8º posto, ma ottenne un risultato di prestigio vincendo la Coppa di Francia in finale contro il Sochaux. Zénier contribuì al successo segnando 3 gol nella competizione.
Nei tre anni successivi il Metz subì un ridimensionamento che, tra cessioni, infortuni e cambi di allenatore, lo portò a lottare per la salvezza, pur riuscendo sempre a salvarsi. In quegli anni Zénier subì vari infortuni che lo costrinsero a saltare molte partite della Division 1 1988-1989, dove segnò solo 5 gol. L'anno dopo riuscì a tornare stabilmente tra i titolari, segnando 9 reti, ma nuovi problemi fisici lo costrinsero a marcare visita per buona parte del campionato 1990-1991.
Proprio a causa di questi problemi fisici, Zénier decise di appendere gli scarpini al chiodo nel 1991.

### Nazionale
Zénier ha vestito la maglia della nazionale francese in cinque occasioni, segnando un gol. Il debutto avvenne nel 1977 contro la selezione tedesca, mentre l'ultima presenza fu 10 anni più tardi. Nonostante i buoni risultati conseguiti a livello individuale, Zénier non fu mai convocato né per un Mondiale né per un Europeo.

## Dopo il ritiro
Dopo essersi ritirato, Zénier venne convinto dal presidente del Metz, Molinari, ad entrare a far parte della società come osservatore per il settore giovanile. Dopo 12 anni, nel 2008 passò ad occuparsi di marketing, sempre per il Metz, su richiesta del nuovo presidente, Bernard Serin. Nel 2012, dopo la retrocessione del Metz per la prima volta nella storia in terza divisione, Zénier fu allontanato dal club.
Nel 2015 entra a far parte del consiglio direttivo del CSO Amnéville, squadre lorenese militante nel campionato regionale. Zénier svolge inoltre l'attività di opinionista calcistico per ViàMoselle TV, una rete televisiva attiva a Metz, occupandosi proprio della squadra granata.

## Statistiche

### Presenze e reti nei club
Statistiche.
| Stagione         | Squadra             | Campionato       | Campionato | Campionato | Coppe nazionali | Coppe nazionali | Coppe nazionali | Coppe continentali | Coppe continentali | Coppe continentali | Altre coppe | Altre coppe | Altre coppe | Totale | Totale |
| Stagione         | Squadra             | Comp             | Pres       | Reti       | Comp            | Pres            | Reti            | Comp               | Pres               | Reti               | Comp        | Pres        | Reti        | Pres   | Reti   |
| ---------------- | ------------------- | ---------------- | ---------- | ---------- | --------------- | --------------- | --------------- | ------------------ | ------------------ | ------------------ | ----------- | ----------- | ----------- | ------ | ------ |
| 1974-1975        | Metz                | D1               | 5          | 4          | CF              | -               | -               | -                  | -                  | -                  | -           | -           | -           | 5      | 4      |
| 1975-1976        | Metz                | D1               | 17         | 6          | CF              | 5               | 3               | -                  | -                  | -                  | -           | -           | -           | 22     | 9      |
| 1976-1977        | Metz                | D1               | 31         | 5          | CF              | 3               | 5               | -                  | -                  | -                  | -           | -           | -           | 34     | 10     |
| 1977-1978        | Metz                | D1               | 36         | 3          | CF              | 5               | 0               | -                  | -                  | -                  | -           | -           | -           | 41     | 3      |
| 1978-1979        | Nancy               | D1               | 37         | 15         | CF              | 5               | 2               | CdC                | 4                  | 2                  | -           | -           | -           | 46     | 19     |
| 1979-1980        | Nancy               | D1               | 16         | 5          | CF              | -               | -               | -                  | -                  | -                  | -           | -           | -           | 16     | 5      |
| 1980-1981        | Nancy               | D1               | 38         | 16         | CF              | 5               | 3               | -                  | -                  | -                  | -           | -           | -           | 43     | 19     |
| 1981-1982        | Nancy               | D1               | 33         | 13         | CF              | 5               | 3               | -                  | -                  | -                  | -           | -           | -           | 38     | 16     |
| 1982-1983        | Nancy               | D1               | 20         | 4          | CF              | 2               | 0               | -                  | -                  | -                  | -           | -           | -           | 22     | 4      |
| Totale Nancy     | Totale Nancy        | Totale Nancy     | 144        | 53         |                 | 17              | 8               |                    | 4                  | 2                  |             | -           | -           | 165    | 63     |
| 1983-1984        | Bordeaux            | D1               | 25         | 4          | CF              | 3               | 0               | CU                 | 2                  | 0                  | -           | -           | -           | 30     | 4      |
| 1984-1985        | Olympique Marsiglia | D1               | 31         | 10         | CF              | 3               | 0               | -                  | -                  | -                  | -           | -           | -           | 34     | 10     |
| 1985-1986        | Olympique Marsiglia | D1               | 34         | 8          | CF              | 7               | 2               | -                  | -                  | -                  | -           | -           | -           | 41     | 10     |
| Totale Marsiglia | Totale Marsiglia    | Totale Marsiglia | 65         | 18         |                 | 10              | 2               |                    | -                  | -                  |             | -           | -           | 75     | 20     |
| 1986-1987        | Metz                | D1               | 37         | 18         | CF              | 1               | 0               | -                  | -                  | -                  | -           | -           | -           | 38     | 18     |
| 1987-1988        | Metz                | D1               | 30         | 4          | CF              | 8               | 3               | -                  | -                  | -                  | -           | -           | -           | 38     | 7      |
| 1988-1989        | Metz                | D1               | 21         | 5          | CF              | 1               | 0               | -                  | -                  | -                  | -           | -           | -           | 22     | 5      |
| 1989-1990        | Metz                | D1               | 34         | 9          | CF              | 2               | 0               | -                  | -                  | -                  | -           | -           | -           | 36     | 9      |
| 1990-1991        | Metz                | D1               | 21         | 1          | CF              | -               | -               | -                  | -                  | -                  | -           | -           | -           | 21     | 1      |
| Totale Metz      | Totale Metz         | Totale Metz      | 232        | 55         |                 | 25              | 11              |                    | -                  | -                  |             | -           | -           | 257    | 66     |
| Totale carriera  | Totale carriera     | Totale carriera  | 466        | 130        |                 | 55              | 21              |                    | 6                  | 2                  |             | -           | -           | 527    | 153    |

## Palmarès

### Club
- Campionato francese: 1

Bordeaux: 1983-1984
- Coppa di Francia: 1

Metz: 1987-1988

### Individuale
- Capocannoniere della Division 1: 1

1986-1987 (18 gol)